# Wamel

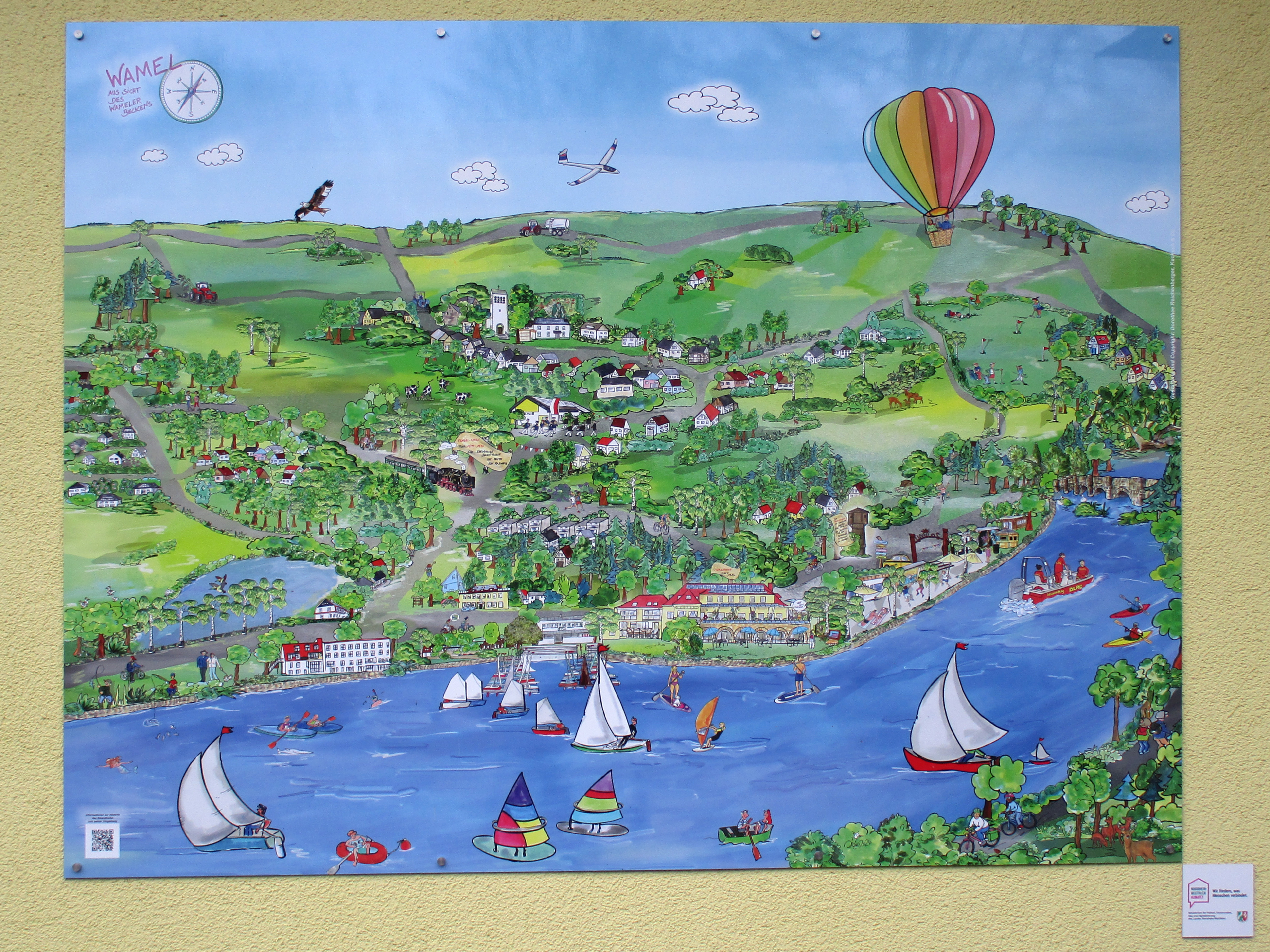
Wimmelbildortsplan von Wamel am Strandhof, gestaltet von der Designerin Dorothea Reichenberger.

Wamel ist ein Ortsteil der Gemeinde Möhnesee im Kreis Soest, Nordrhein-Westfalen.

## Ortsbeschreibung und Geschichte
Wamel besteht im Wesentlichen aus Bauernhöfen und Wohnhäusern. Der Ort liegt in einem nördlichen Seitental der Möhne und ist zweigeteilt:
- das Hauptdorf oder Oberdorf liegt im oberen Ende der sanften Talrundung,
- das Unterdorf liegt am Ufer des Möhnesees.

Das frühere Unterdorf ist Anfang des 20. Jahrhunderts im aufgestauten Möhnesee, der von 1908 bis 1913 erbaut wurde, versunken.
Nahe dem früheren Bahnhofsgelände der 1970 stillgelegten Möhnetalbahn am See befinden sich Gaststätten, ein Seniorenwohnheim und das Strandbad Wamel. Im unteren Wameltal gehört zum Möhnesee der Wameler Fischteich. Auf der ehemaligen Bahntrasse besteht heute ein Radweg.
1938 überführte Hermann Kätelhön seinen in Essen gegründeten Kunstdruck-Betrieb nach Wamel, der international bekannt wurde. Hierhin zog es auch den bekannten Fotografen Albert Renger-Patzsch, der seit den 1930er Jahren in Wamel lebte und etliche seiner bekanntesten späten Arbeiten in Wamels Umgebung fotografierte: „Der Wald“, ein Foto-Bildband mit Schwarzweiß-Fotografien aus dem Naturpark Arnsberger Wald.
Bis zum Anfang der 1990er Jahre gab es im Unterdorf von Wamel den besten Gastronomiebetrieb am gesamten Möhnesee: das Strandhotel Recklingloh. Bei Recklingloh fuhren seit den 1930er Jahren wochenends die Direktoren der Ruhrgebiets-Zechen und -Stahlwerke zur Wochenend-Erholung vor. Heute ist in den Räumlichkeiten des großen Seeblick-Hotels ein Seniorenheim untergebracht.
Mitten im Ort gibt es eine schön gelegene Schützenhalle, die von vielen Gruppen von Nah und Fern genutzt wird. Die anliegende Wiese (mit Bach) ermöglicht im Sommer Zeltfreizeiten u. ä.
Am 1. Juli 1969 wurde Wamel in die Gemeinde Möhnesee eingegliedert.
Über die Grenzen von Möhnesee hinaus wurde Wamel u. a. durch eine Laienschauspielgruppe bekannt, die es – mit Unterbrechungen – seit Anfang des Jahrhunderts gibt, den Dilettantenverein Wamel.

## St.-Elisabeth-Kirche
Eine erste Glocke, die als Sterbe- und Angelusglocke diente, gab es seit 1778 im Dorf. Sie befindet sich bis heute auf dem Hof Krevet. Die Inschrift lautet Sr, Agatha und Sr. Lucia Dorfes Patronen im Jahre 1778 hat das Dorf diese Glocke
allein gießen lass. Zu dieser Zeit gehörte Wamel zum Kirchspiel Körbecke, die Gläubigen besuchten die dortige Pfarrkirche. Da der Fußweg dahin beschwerlich war, sollte eine Kapelle gebaut werden. Dank einer Stiftung wurde 1906 mit dem Bau begonnen, die Fertigstellung erfolgte am 30. September 1906. Die Einweihung unter der Patrozinium der hl Elisabeth von Thüringen nahm Propst Steinhoff aus Soest am 19. November 1908 vor. Die Planung und Ausführung der Bauarbeiten oblag der Firma Joest-Rademacher aus Wamel. Die Steine wurden im Steinbruch am Kehlberg gewonnen. Die Gemeindemitglieder leisteten Hand- und Spanndienste. Das neuromanische Gebäude mit zwei eingewölbten Jochen besaß einen Chorschluss und eine angebaute Sakristei. Die Ausstattung, wie Altar, Bestuhlung, Orgel, Kreuz und Monstranz, finanzierten die Gemeindemitglieder durch Stiftungen. Die Ausmalung des Chorraumes war bemerkenswert. Sie bestand aus Medaillons, Ornamenten, Schriftzügen, floralen Darstellungen und verschiedenen Bildnissen. Mittig stand der Altartisch mit Tabernakel, der neuromanische Aufsatz zeigte eine Heiligendarstellung. Wegen der Bevölkerungszunahme wurde die Kapelle in den 1950er Jahren zu klein, eine lange geplante Erweiterung zur Kirche wurde 1961 nach Plänen des Architekten Aloys Dietrich aus Paderborn vorgenommen. Die Kapelle wurde nach Westen um ein Joch verlängert, ein Turm mit Empore angebaut, und gleichzeitig die Sakristei erweitert. Zwei Fenster im Altarraum und die Malereien von 1924 wurden entfernt. Einen großen Teil der Arbeiten verrichteten die Einwohner in Eigenleistung. Eine komplette Renovierung des Außenbaus erfolgte 1983. Die Orgel stammte vermutlich von 1910, sie stand vermutlich vorher in einer anderen Kirche. Eine umfangreiche Restaurierung des Instrumentes war 1983 erforderlich. Von den übertünchten Malereien konnten einige wieder freigelegt werden; hierbei sind besonders die Medaillons im Chor hervorzuheben. Die Kanzel wurde abgebrochen und durch ein Ambo ersetzt. Die Glockengießerei Mark aus Brockscheid goss 1991 die drei neuen Bronzeglocken, Dompropst Winfried Dornschneider aus Soest weihte sie im Oktober 1991. Die 595 kg schwere Elisabethglocke klingt mit dem Ton gis, die 331 kg schwere Marienglocke klingt mit h und die 137 kg schwere Hubertusglocke auf e. Das Geläut wurde 2006 um die Florians- und Agathaglocke mit dem Ton cis erweitert.

## Friedhof
Die Verstorbenen des Ortes wurden bis 1936 in Körbecke bestattet, dann erwarb die Gemeinde eine hinter der Kapelle gelegene Wiese, die als Friedhof genutzt wurde. In den 1960er Jahren errichtete die Firma Bursy vor dem Eingang eine Friedhofskapelle. Der Bildhauer Sebaid Fiswiek schuf nach dem Entwurf von Hermann Prüßmann ein Ehrenmal für die Gefallenen der beiden Weltkriege, auf zwei Schiefertafeln sind die Namen der vermissten und gefallenen Soldaten verzeichnet.

## Ortsansichten

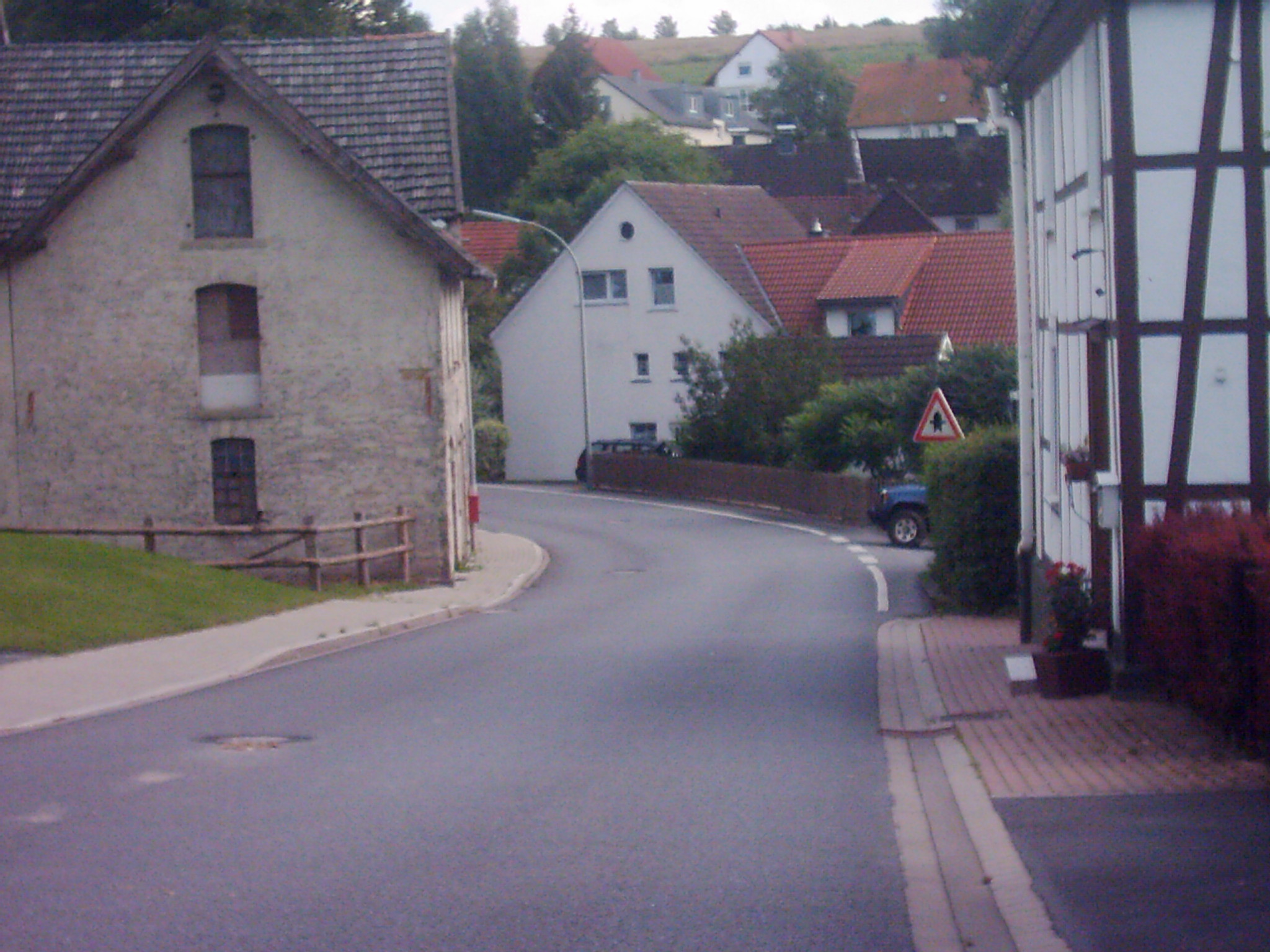
Oberdorf (2005)
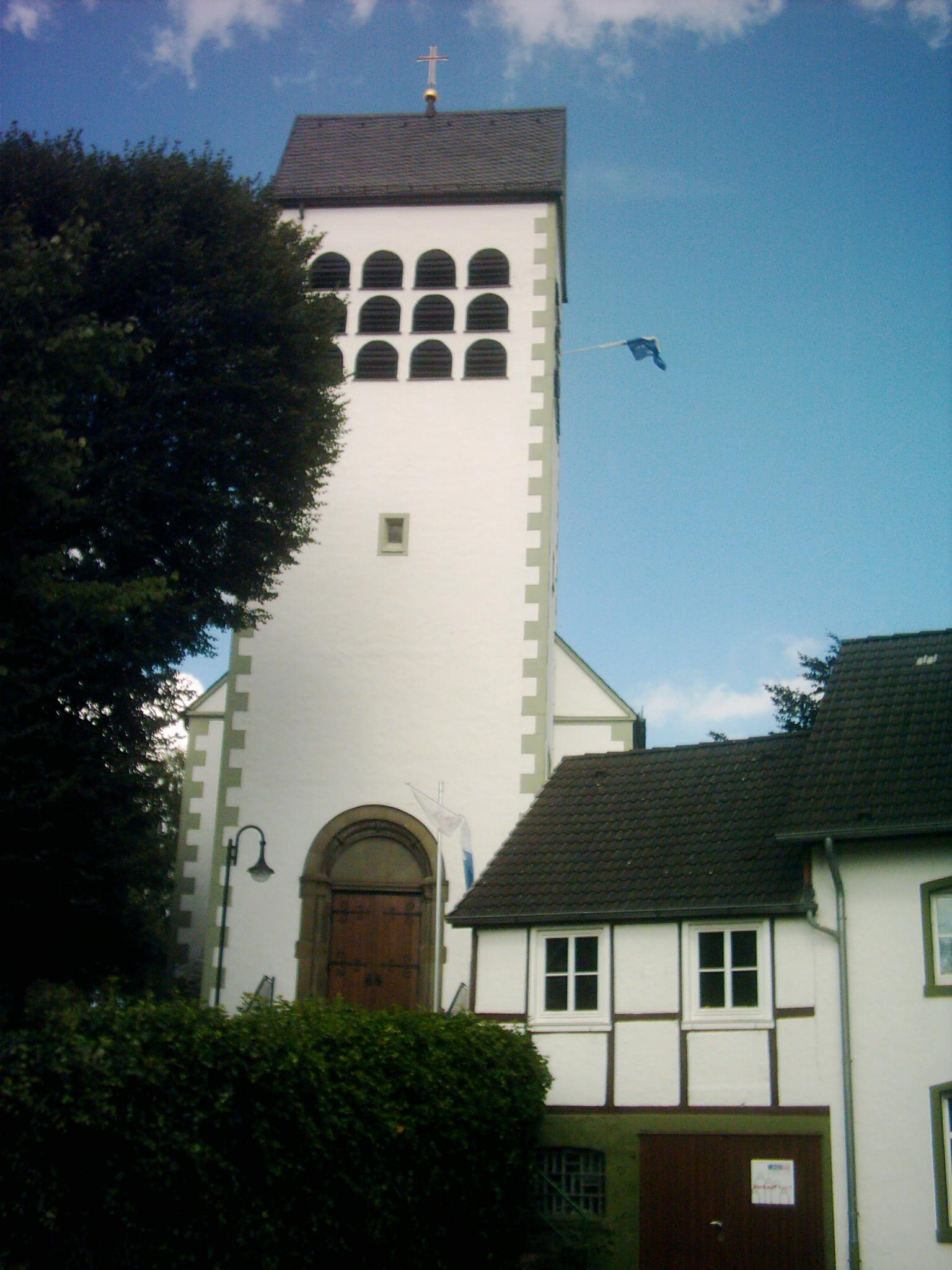
Dorfkirche St. Elisabeth (2005)
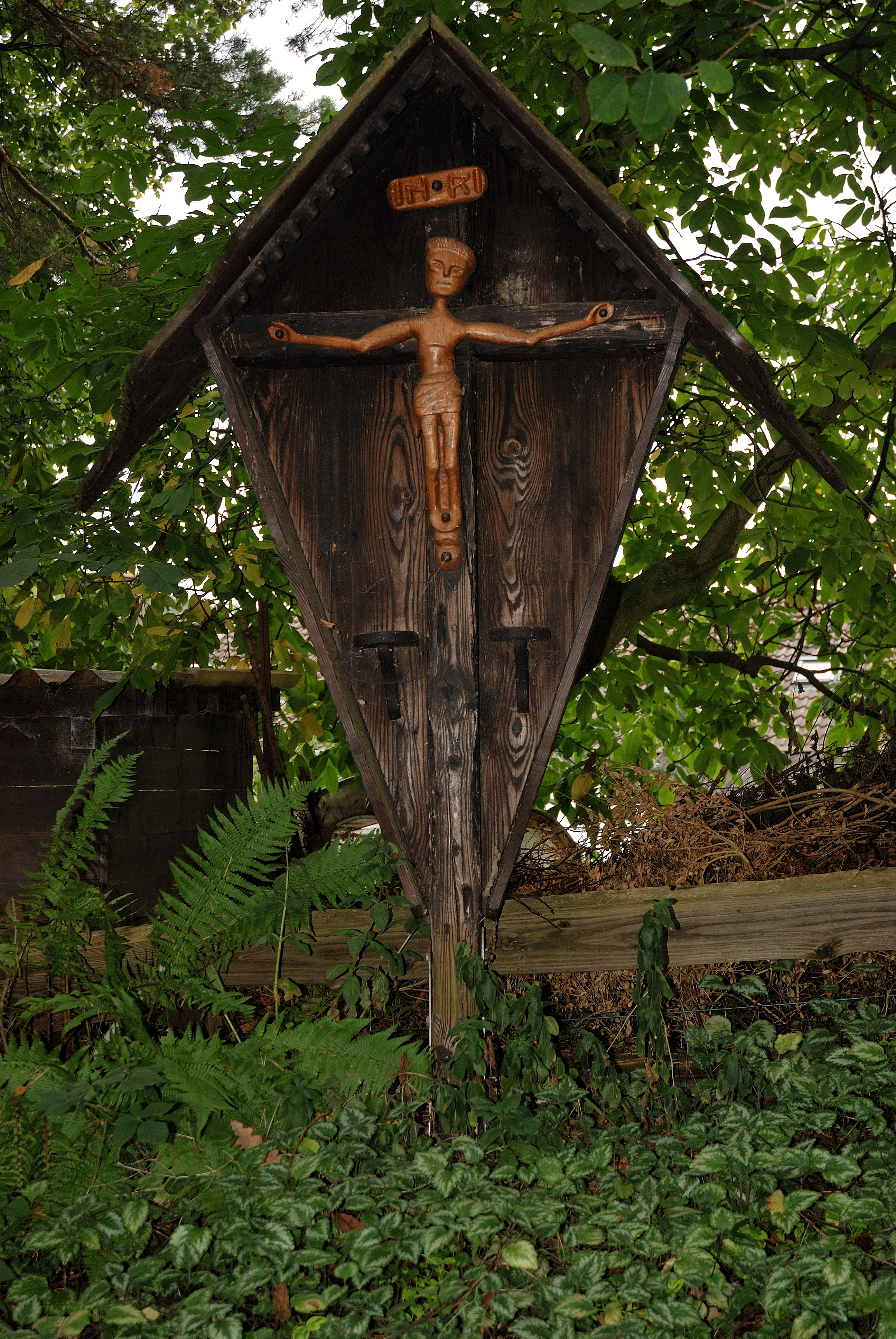
Wegekreuz (2009)
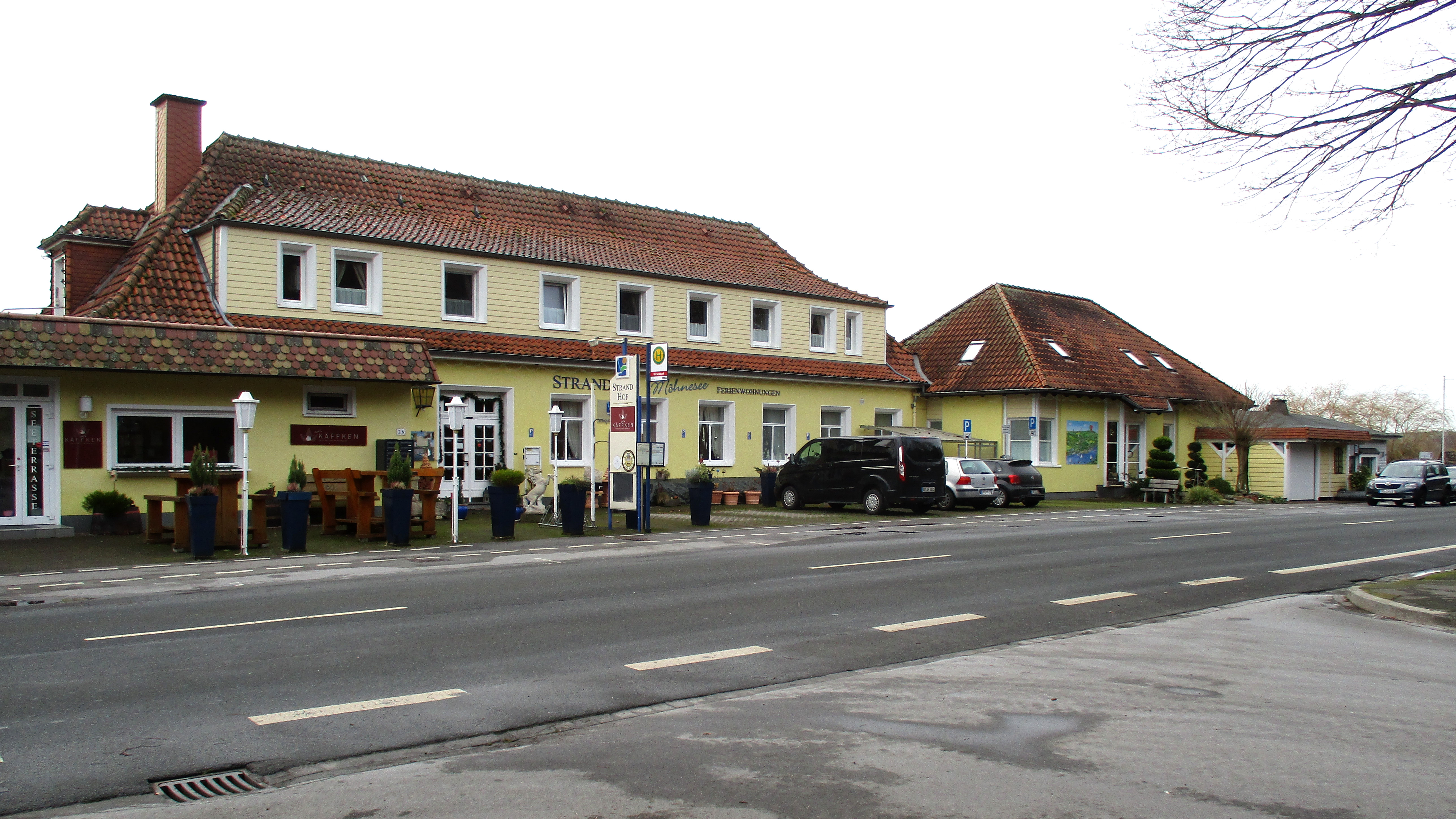
Das Hotel Strandhof war einmal Teil des ehemaligen Bahnhof Wamel.[6] (2025)
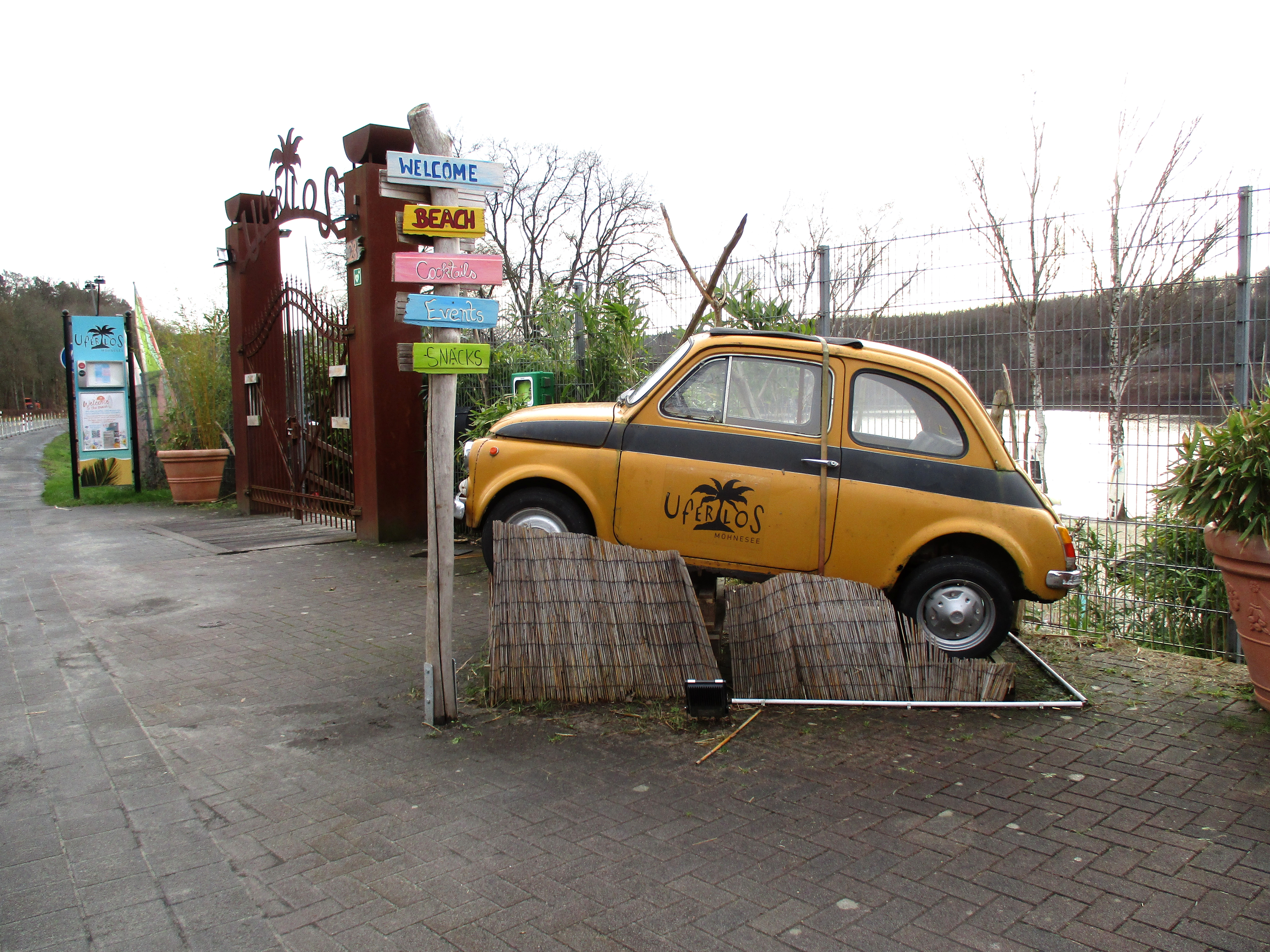
Strandbad Uferlos im Winter (2025)
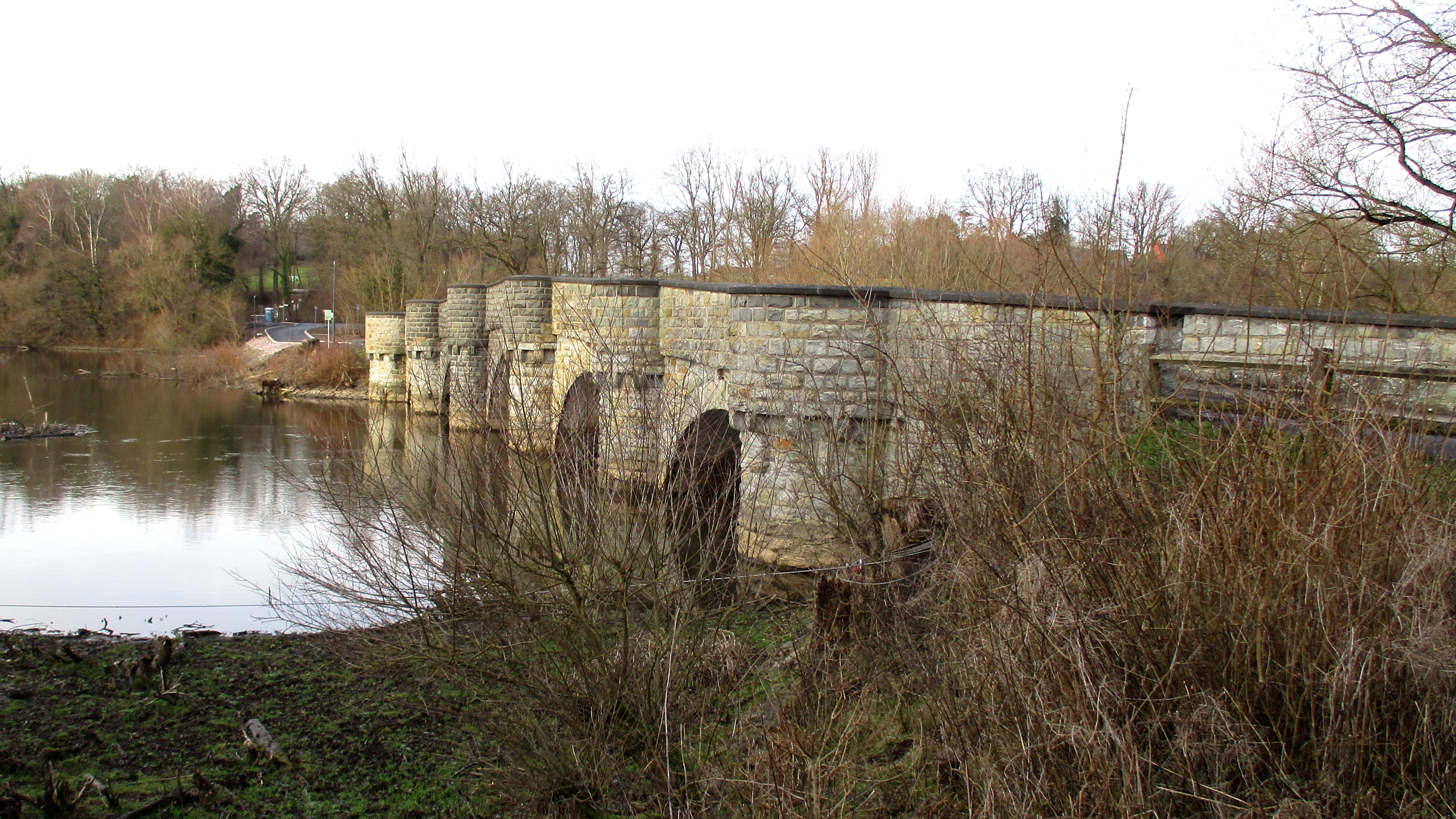
Die Wameler Brücke, besser bekannt als Kanzelbrücke (2025)
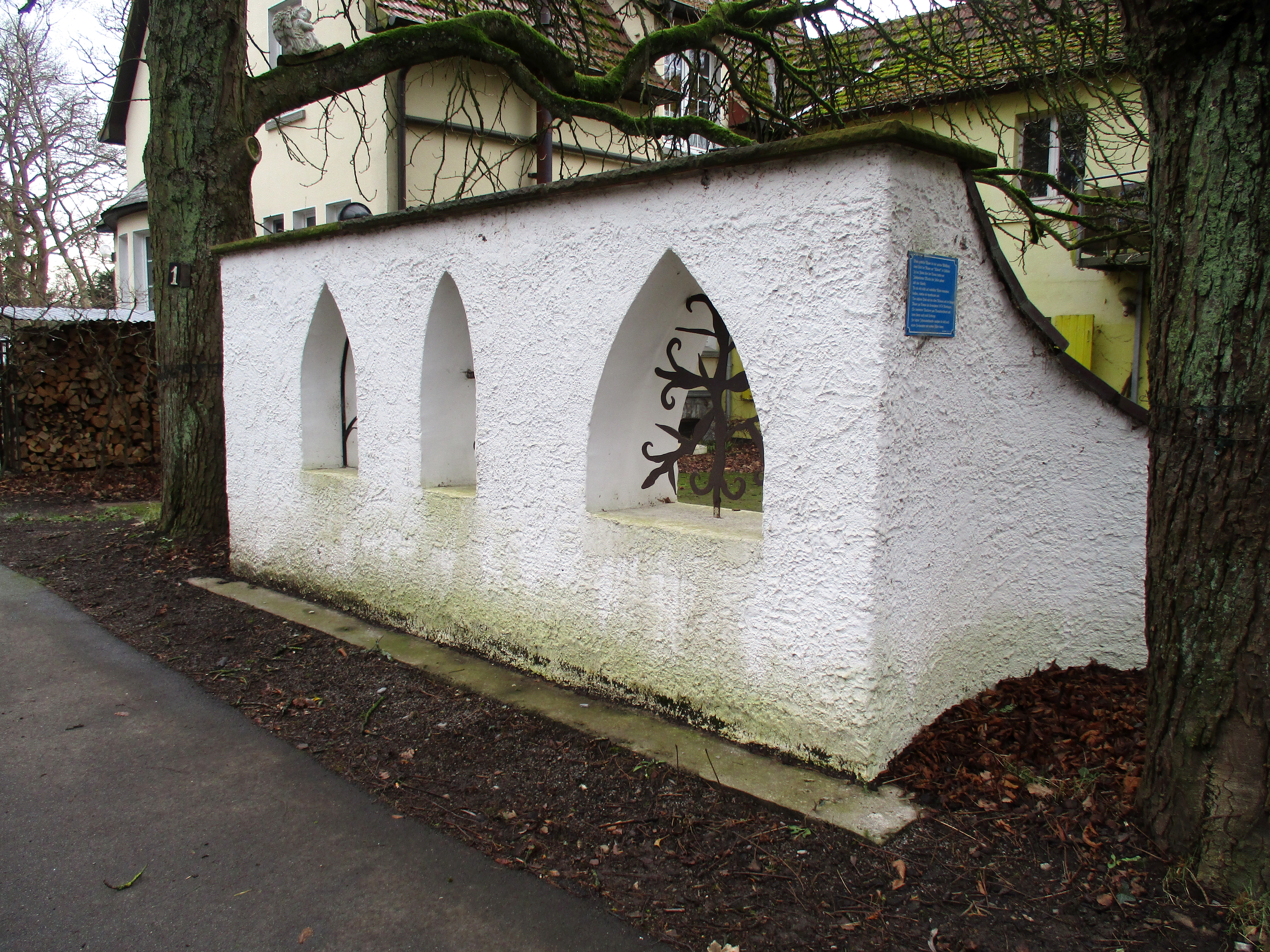
Die Mauer an der Bahnhofstraße 12 ist ein Nachbau eines Mauerstücks des „Klösterl“ in Kelheim.